# Groupe CNW Ltée
Pour les articles homonymes, voir CNW.
Groupe CNW Ltée (CNW) est une société de diffusion de communiqués canadienne fondée en 1960 qui distribue aux médias des communiqués de presse, photos, diffusion sur internet et vidéoclips de la part de ses clients (compagnies, gouvernements, fondations sans but lucratifs, etc.). Il est propriété conjointe de PR Newswire des États-Unis et de Press Association de Grande-Bretagne. 
Connue comme Canada NewsWire jusqu'en 2004, la compagnie opère en français et en anglais (Group CNW). Elle a des bureaux dans plusieurs grandes villes canadiennes dont Vancouver, Toronto, Calgary, Ottawa et Halifax. CNW Telbec, filiale à part entière de Groupe CNW, a ses bureaux à Montréal et à Québec. Ses principaux compétiteurs sont Market Wire et Business Wire. CNW est partenaire avec Canada's Business Network dans un réseau d'information radiophonique anglophone.